# B Sides and C Sides
B Sides and C Sides is het eerste en enige verzamelalbum van de Amerikaanse punkband Rancid. Het werd eerst uitgegeven als een muziekdownload op 11 december 2007, waarna het op 15 januari 2008 op fysieke formaten werd uitgegeven. Het bevat een aantal nummers van de B-kanten van hun platen, enkele zeldzame nummers en vier niet eerder uitgegeven nummers. De nummers zijn tussen 1992 en 2004 opgenomen, waardoor de nieuwe drummer (Branden Steineckert) niet op het album te horen is.

## Nummers
1. "Ben Zanotto" - 2:02
2. "Stop" - 1:41
3. "Devils Dance" - 3:04
4. "Dead and Gone" - 2:06
5. "Stranded" - 2:24
6. "Killing Zone" - 2:39
7. "100 Years" - 1:56
8. "Things to Come" - 3:09
9. "Blast 'Em" - 2:29
10. "Endrina" - 1:14
11. "White Knuckle Ride" - 1:24
12. "Sick Sick World" - 1:16
13. "Tattoo" - 2:06
14. "That's Entertainment" - 1:29
15. "Clockwork Orange" - 2:45
16. "The Brothels" - 2:57
17. "Just a Feeling" - 1:57
18. "Brixton" - 2:25
19. "Empros Lap Dog" - 1:54
20. "I Wanna Riot" - 3:06
21. "Kill the Lights" - 1:18